# Болкашино
Болкашино — деревня в Московской области России. Входит в городской округ Солнечногорск. Население — 7 чел. (2010).

## География
Деревня Болкашино расположена на севере Московской области, в юго-восточной части округа, примерно в 17 км к юго-востоку от центра города Солнечногорска, в 27 км к северо-западу от Московской кольцевой автодороги, на левом берегу реки Клязьмы, напротив устья Радомли. Севернее деревни — Большое кольцо Московской железной дороги, западнее проходит федеральная автодорога M10 «Россия». В деревне одна улица — Сиреневая. Ближайшие населённые пункты — деревни Дурыкино, Никольское и Радумля.

## Население
| 1852 | 1859 | 1890 | 1899 | 1926 | 1966 |
| ---- | ---- | ---- | ---- | ---- | ---- |
| 42   | ↗48  | ↗55  | ↗68  | ↗96  | ↘77  |
| 1998 | 2002 | 2010 |      |      |      |
| ↘9   | ↗12  | ↘7   |      |      |      |

## История
Балкашино, деревня 6-го стана, Голицыной, Княгини Аделаиды Павловны, крестьян 18 душ м. п., 24 ж., 7 дворов, 41 верста от Тверской заставы, проселком.— Нистрем К. Указатель селений и жителей уездов Московской губернии, 1852 г.
В «Списке населённых мест» 1862 года Балкашина (Болкошино) — владельческая деревня 6-го стана Московского уезда Московской губернии по правую сторону Санкт-Петербургского шоссе (из Москвы), в 41 версте от губернского города, при колодцах, с 5 дворами и 48 жителями (24 мужчины, 24 женщины).
По данным на 1890 год — деревня Дурыкинской волости Московского уезда с 55 душами населения.
В 1913 году в деревне 15 дворов.
По материалам Всесоюзной переписи населения 1926 года — деревня Радумльского сельсовета Бедняковской волости Московского уезда в 2,5 км от Ленинградского шоссе и 7,5 км от станции Поворово Октябрьской железной дороги, проживало 96 жителей (39 мужчин, 57 женщин), насчитывалось 17 хозяйств, среди которых 15 крестьянских.
С 1929 года — населённый пункт в составе Солнечногорского района Московского округа Московской области. Постановлением ЦИК и СНК от 23 июля 1930 года округа как административно-территориальные единицы были ликвидированы.
1929—1954 гг. — деревня Радумльского сельсовета Солнечногорского района.
1954—1957, 1960—1963, 1965—1994 гг. — деревня Кировского сельсовета Солнечногорского района.
1957—1960 гг. — деревня Кировского сельсовета Химкинского района.
1963—1965 гг. — деревня Кировского сельсовета Солнечногорского укрупнённого сельского района.
В 1994 году Московской областной думой было утверждено положение о местном самоуправлении в Московской области, сельские советы как административно-территориальные единицы были преобразованы в сельские округа.
С 1994 до 2006 гг. деревня входила в Кировский сельский округ Солнечногорского района.
С 2005 до 2019 гг. деревня включалась в Пешковское сельское поселение Солнечногорского муниципального района.
С 2019 года деревня входит в городской округ Солнечногорск, в рамках администрации которого относится с территориальному управлению Пешковское.